# Hans Muchitsch (Leichtathlet)
Johann „Hans“ Muchitsch (* 30. September 1932 in St. Andrä, Kärnten; † 10. Mai 2019) war ein österreichischer Zehnkämpfer, Hürdenläufer, Weitspringer und Sprinter.

## Karriere
Bei den Europameisterschaften 1954 in Bern schied er über 110 Meter Hürden, im Weitsprung und in der 4-mal-400-Meter-Staffel jeweils in der ersten Runde aus.
Im Zehnkampf kam er bei den Europameisterschaften 1958 in Stockholm auf den zwölften und bei den Olympischen Spielen 1960 in Rom auf den 17. Platz.
Siebenmal wurde er Österreichischer Meister im Zehnkampf (1954, 1957–1962), je sechsmal über 110 Meter Hürden (1954, 1956–1959, 1961) und im Weitsprung (1954, 1957–1961) und fünfmal über 400 Meter Hürden (1956–1960).

## Persönliche Bestleistungen
- 110 m Hürden: 14,8 s, 26. August 1961, Linz
- 400 m Hürden: 53,7 s, 24. Juli 1959, Feldkirch-Gisingen
- Weitsprung: 7,40 m, 26. September 1959, Linz
- Zehnkampf: 6476 Punkte, 8. Oktober 1961, Wien